# Treuchtlingen
Treuchtlingen  est une ville allemande, située en Bavière, dans l'arrondissement de Weißenburg-Gunzenhausen et traversée par la rivière Altmühl

## Histoire
Treuchtlingen était déjà habitée dans les temps anciens par les Romains, les Celtes et les Francs. En 793 la Fosse caroline a été élargie. En 899 Treuchtlingen est mentionné pour la première fois que Drutelinga. Au milieu du XIIe siècle, le premier château a été construit. Treuchtlingen a été bombardé le 23 février et le 11 avril 1945.

## Économie
- Brauerei Strauß, brasserie située dans le village de Wettelsheim.

## Jumelages
La ville de Treuchtlingen est jumelée avec :
- Ponsacco (Italie) depuis 2003
- Bonyhád (Hongrie) depuis 2011